# Chrysobothris wilkinsoni
Chrysobothris wilkinsoni es una especie de escarabajo del género Chrysobothris, familia Buprestidae. Fue descrita científicamente por Théry en 1947.